# Barrio Cardenal Antonio Samoré

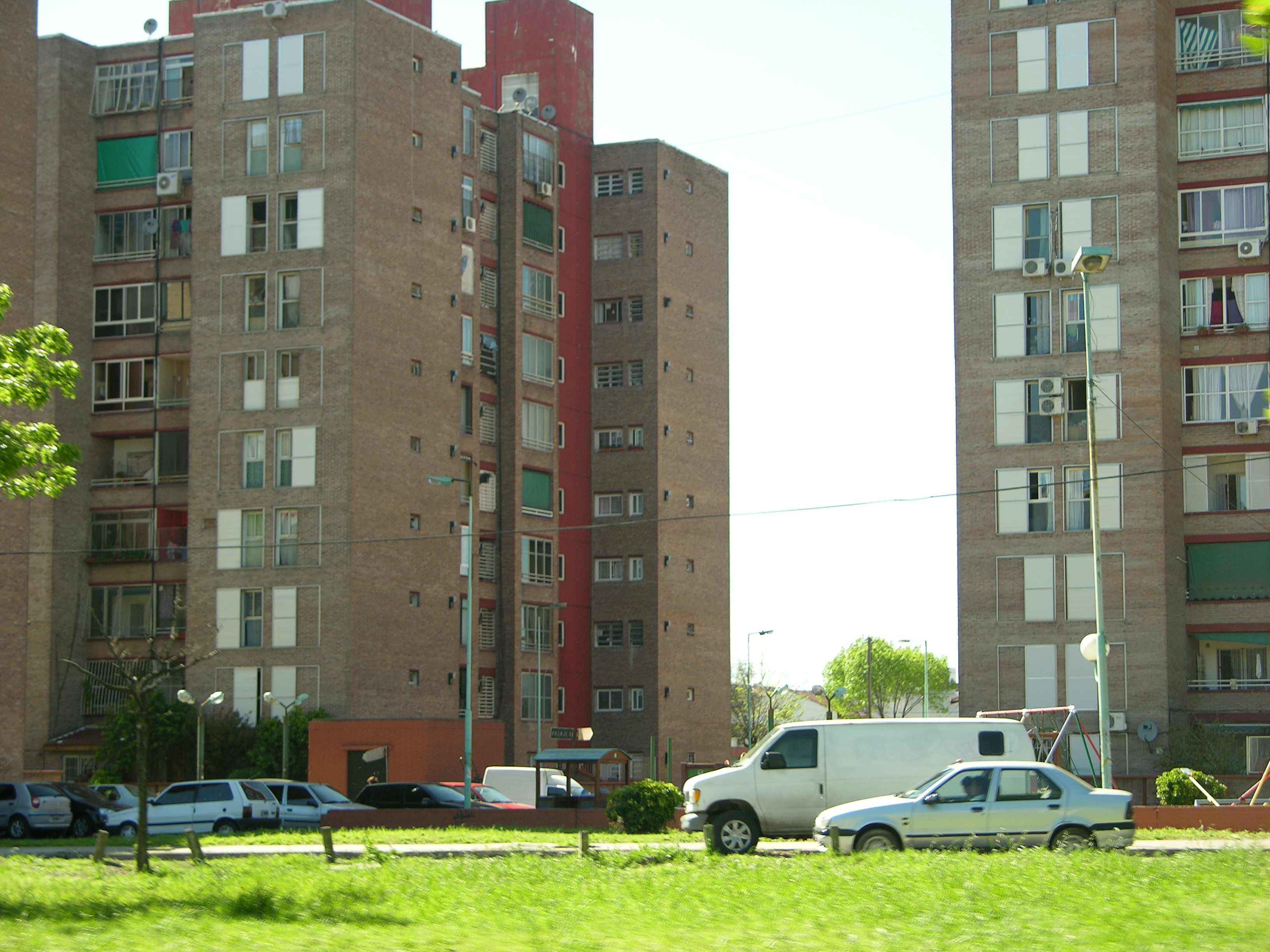
Torres del Barrio Cardenal Antonio Samoré

El Barrio Cardenal Antonio Samoré es un conjunto habitacional junto a la Autopista Dellepiane a la altura de la Avenida Escalada, en el barrio de Villa Lugano, ciudad de Buenos Aires, Argentina.
Forma parte de un aglomerado de complejos de vivienda construidos por la Comisión Municipal de Vivienda (CMV) de la Municipalidad de la Ciudad de Buenos Aires, proyectado como Barrio Parque Almirante Brown y dividido en 5 sectores ordenados de la A a la E. Los distintos sectores se construyeron en etapas, con distintos diseños y bajo distintas gestiones a lo largo de dos décadas. El más antiguo de ellos es el Sector "A", bautizado Barrio J.J. Castro, inaugurado en 1965. En 1969 se terminó el Sector "C" (luego Barrio J.J. Nagera), y los Sectores "B" (Barrio Cardenal Copello) y "E" (Barrio Cardenal Samoré) recién se habilitaron a fines de la década de 1980.
El Barrio Cardenal Copello fue proyectado por los equipos técnicos de la CMV: "Equipo de Proyecto" y "Equipo de Desarrollo y Renovación Urbana", formados por diversos arquitectos, entre ellos Juan Manuel Borthagaray. También participaron diversos colaboradores y asesores. Formó parte de los conjuntos preparados para el Plan Nacional de Vivienda 1984/1989 de la presidencia de Raúl Alfonsín, financiado con fondos del FONAVI a través de la Secretaría de Vivienda y Planeamiento Ambiental.
El conjunto fue proyectado en 1984, destinado a brindar 1232 unidades de vivienda, distribuidas en 14 edificios de planta baja y 9 pisos altos. Cada piso fue divididos en 3 sectores de 3 departamentos cada uno, atendidos por un ascensor y una escalera cada uno. Los edificios, con planta en formato "L", fueron agrupados de a dos o de a tres dentro de un sector parquizado de uso peatonal, en un terreno triangular de 6 hectáreas. En el centro del barrio se construyó una escuela primaria y jardín de infantes de 2924 m² cubiertos (la Escuela Primaria N.º 15 del Distrito Escolar 13, "República Argentina"), y se incluyeron además 2 canchas de fútbol y un centro de locales comerciales. En total, el conjunto posee 102593 m² cubiertos. Fue inaugurado en 1989, y según indican algunas fuentes, gran cantidad de sus habitantes no habían logrado escriturar sus viviendas al año 2010.